# Esponja uretral
L'esponja uretral és un coixí esponjós de teixit, que es troba a la zona genital inferior de les dones, que s'assenta tant a l'os púbic com a la paret vaginal i envolta la uretra.

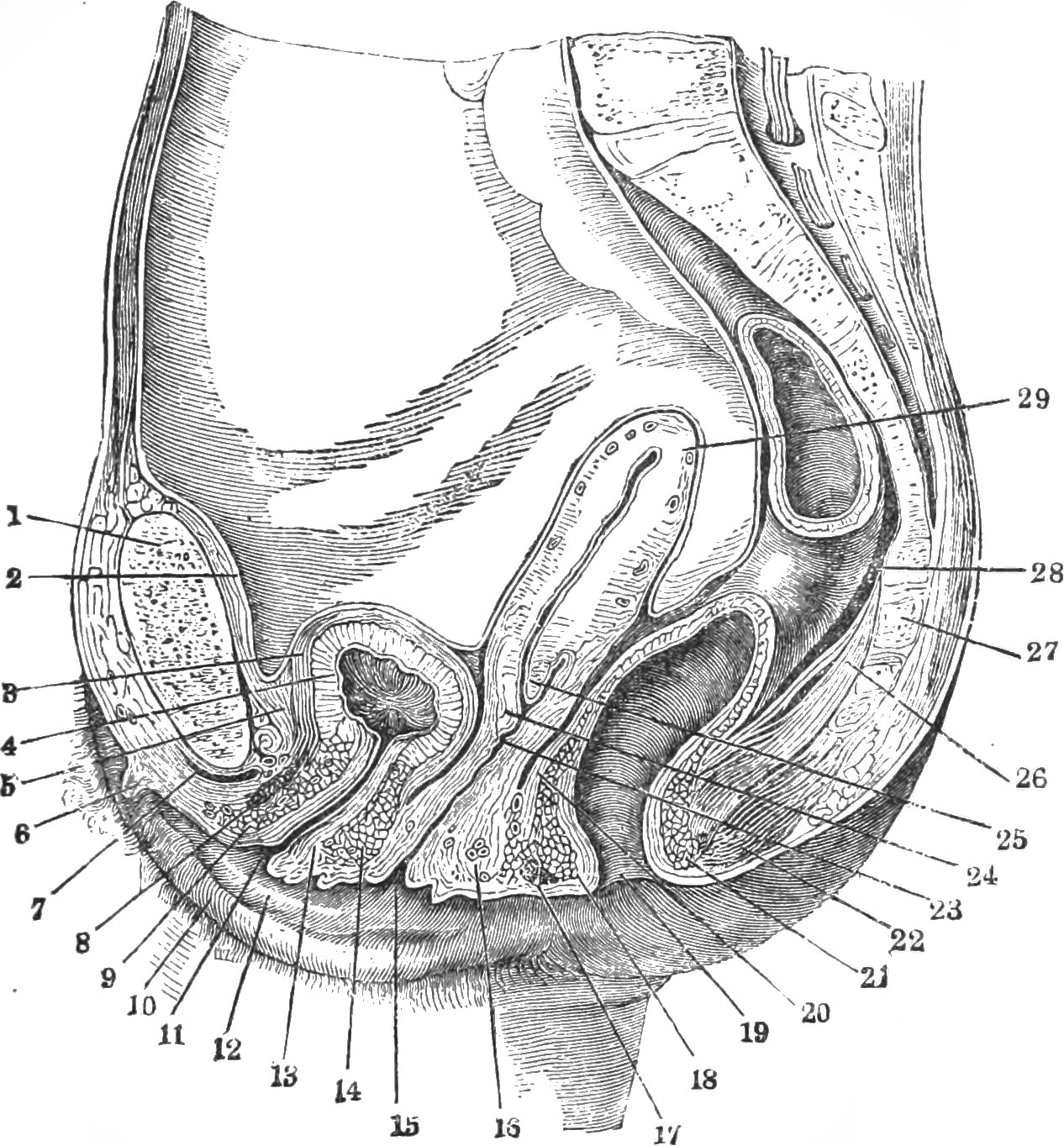
14. L'esponja uretral

## Funcions
L'esponja uretral està formada per teixit erèctil, que durant l'excitació, s'infla amb sang, comprimint la uretra, ajudant, juntament amb el múscul pubococcígeo, a prevenir la micció durant l'activitat sexual.

### Ejaculació femenina
A més, l'esponja uretral conté les glàndules de Skene, que poden estar implicades en l'ejaculació femenina.

### Estimulació sexual
L'esponja uretral abasta les terminacions nervioses sensibles i es pot estimular a través de la paret frontal de la vagina. Algunes dones experimenten un plaer intens per l'estimulació de l'esponja uretral i altres troben la sensació irritant. L'esponja uretral envolta el nervi del clítoris, i com que els dos estan tan estretament interconnectats, l'estimulació del clítoris pot estimular les terminacions nervioses de l'esponja uretral i viceversa. Algunes dones gaudeixen de la posició d'entrada posterior de les relacions sexuals per aquest motiu, perquè el penis sovint està inclinat lleugerament cap avall i pot estimular la paret frontal de la vagina i, al seu torn, l'esponja uretral.

### Relació amb el punt G
L'esponja uretral és una zona on es pot trobar el punt G (punt de Gräfenberg). Tot i que el punt G pot existir, diversos investigadors ho han posat en dubte. Un equip del King's College de Londres, elaborà l'estudi més gran sobre l'existència del punt G fins ara, i que va incloure 1.800 dones, però no va trobar cap prova que el punt G existís. Els autors de l'estudi van concloure que el "punt G" pot ser un producte de la imaginació de la gent, que ha estat fomentat per revistes, terapeutes sexuals i terapèutiques suggestionades. Altres estudis, utilitzant ultrasons, han trobat proves fisiològiques del punt G en dones que declaren tenir orgasmes durant el coit.